# 조득영
조득영(趙得永, 1762년 ~ 1824년)은 조선 후기의 문신으로, 조만영과 조인영 형제는 그의 8촌 아우였다. 자는 덕여(德汝), 호는 일곡(日谷), 본관은 풍양, 시호는 문충(文忠).

## 생애
정조 때 문과에 급제해서 경기도사, 부교리, 겸문학, 도청을 거쳐 순조 때 예조참의, 이조참의, 부산진첨절제사를 거쳐 형조참판, 이조참판을 거쳐 병조판서로 정경의 반열로 올라 비변사제조를 겸했다. 이후 이조판서, 형조판서, 예조판서를 하다가 평안도관찰사로 나갔다. 이후 사헌부대사헌을 거쳐 형조판서가 되어 우부빈객을 겸하다 다시 대사헌이 되고 의정부우참찬이 되었다. 이후 홍문관제학으로 좌빈객을 하다 지병으로 별세한다.

## 가계
- 조부 : 조환(趙瑍)
- 조모 : 청풍 김씨 김도협(金道浹)의 딸 정경부인
  - 부 : 조진명(趙鎭明)
  - 모 : 덕수 이씨 이익진(李翼鎭)의 딸 증 정경부인
    - 누이 : 여산 송씨 송문용(宋文鏞)에게 출가

  - 서모 : 경주 김씨 김한술(金漢述)의 딸 정부인
    - 아우 : 조철영(趙徹永)

- 부인 : 연안 이씨 이문원(李文源)의 딸 증 정경부인
  - 아들 : 조병현(趙秉鉉)
    - 손자 : 조구하(趙龜夏)
    - 손자 : 조봉하(趙鳳夏)

  - 아들 : 조병황(趙秉璜)
    - 손자 : 조용하(趙龍夏)

  - 아들 : 조병록(趙秉祿)
    - 손자 : 조관하(趙觀夏)
    - 손자 : 조성하(趙聲夏)
    - 손자 : 남양 홍씨 홍종대(洪鍾大)에게 출가

  - 아들 : 조병석(趙秉䄷)
    - 손자 : 조기하(趙驥夏)
    - 손녀 : 우봉 이씨 이광세(李光世)에게 출가
    - 손녀 : 전주 이씨 이인술(李寅述)에게 출가

  - 딸 : 여흥 민씨 민치명(閔致明)에게 출가
  - 딸 : 동래 정씨 정세백(鄭世百)에게 출가
  - 딸 : 완산 이씨 이인청(李仁淸)에게 출가